# بروك ديفيس
بروك ديفيس (بالإنجليزية: Brock Davis)‏ هو لاعب كرة قاعدة أمريكي، ولد في 19 أكتوبر 1943 في أوكلاند في الولايات المتحدة.

## وصلات خارجية
- بروك ديفيس على موقعبيزبول رفرنس.كوم (الدوري الرئيسي) (الإنجليزية)
- بروك ديفيس على موقعبيزبول رفرنس.كوم (الدوري الثانوي) (الإنجليزية)
- بروك ديفيس على موقع مشجعي الرسوم البيانية (الإنجليزية)